# Máriabesnyő
Máriabesnyő Gödöllő városrésze, Pest vármegyében, a Besnyői-patak völgyében. 
Legfontosabb nevezetessége a búcsújáró templom, amely a magyarországi Mária-kegyhelyek közül a második leglátogatottabb zarándokhely.

## Közlekedés
A település Saját vasúti megállóhellyel rendelkezik a Budapest–Sátoraljaújhely-vasútvonalon.

## Története

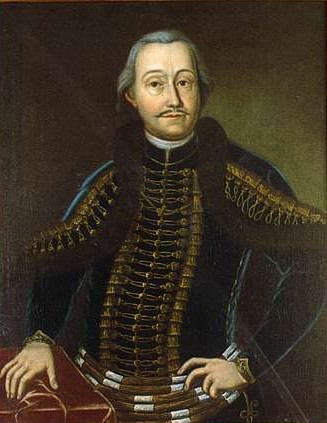
Grassalkovich Antal

Besnyő már a honfoglalás idején is lakott területnek számított, ám nagyobb népesség csak a 12. században telepedett le itt. 1214-ben a váci püspök a leleszi prépostságnak ajándékozta a besnyői birtokot, amelyet a XIII. században a tatárjárás szinte teljesen elpusztított. Ám a lakosság visszatelepült és újjáépítette a községet.
A középkorban népes falu, s egy horvát család, az Iván-család birtoka volt. 1387-ben azonban Zsigmond király elvette tőlük, majd egy másik nemesi családnak adományozta. A következő bizonyítható tulajdonos neve egy 1430-ból származó oklevélen maradt fenn, őt Hatvani Mátyásnak hívták. A török időkben a hódoltság területéhez tartozott és teljesen elnéptelenedett.
A XVII. században már pusztaként Gödöllőhöz tartozott, s Grassalkovich Antal vásárolta meg. Ő építtette itt a kapucinus kolostort, s családi kriptáját is, ahol a Grassalkovichok nyugszanak, többek között az utolsó Grassalkovich házaspár is: Grassalkovich Antal és Esterházy Leopoldina. E kápolna a régi Besnyő falu temploma romjának helyén épült. Egy legenda szerint az építkezéskor 1759. április 1-jén egy csontból készült Mária-szobrot talált az egyik munkás és azóta híres búcsújáró hely. A kolostort 1769 és 1771 között kibővítették.
A puszta a 18. században újra benépesült, 1910-ben már 380 lakosa volt. A 20. század elejétől nyaralóteleppé is vált. A települést 1965-ben csatolták Gödöllőhöz.

## A máriabesnyői kegyhely
Mielőtt gyaraki gróf Grassalkovich Antal a máriabesnyői szent helyet megalapította, csak romok hirdették, hogy itt valaha virágzó község állott. A templom a község régi temploma helyén épült, és éppen a romok eltakarítása közben csodálatos körülmények között akadtak rá arra a Mária-szobrocskára, mely Besnyőt kegyhellyé avatta. 1758-ban Grassalkovich Antal gróf elhatározta, hogy birtokán a loretói Boldogságos Szűz tiszteletére kápolnát építtet, de a helyről még nem döntött. Akkoriban a gödöllői út mentén egy domb tövében, valószínűleg még a 13. században itt lakó premontreiek által épített templom 300 esztendős romjai álltak sűrű erdőséggel eltakarva. E romok láttára a gróf úgy gondolta, legalkalmasabb lesz, ha e hajdani templomot építteti újra a Szent Szűz tiszteletére.
2022-ben visszatértek a kapucinus szerzetesek a bazilika mellett álló rendházba, így azóta ők látják el a hívek szolgálatát.

## Mária Múzeum

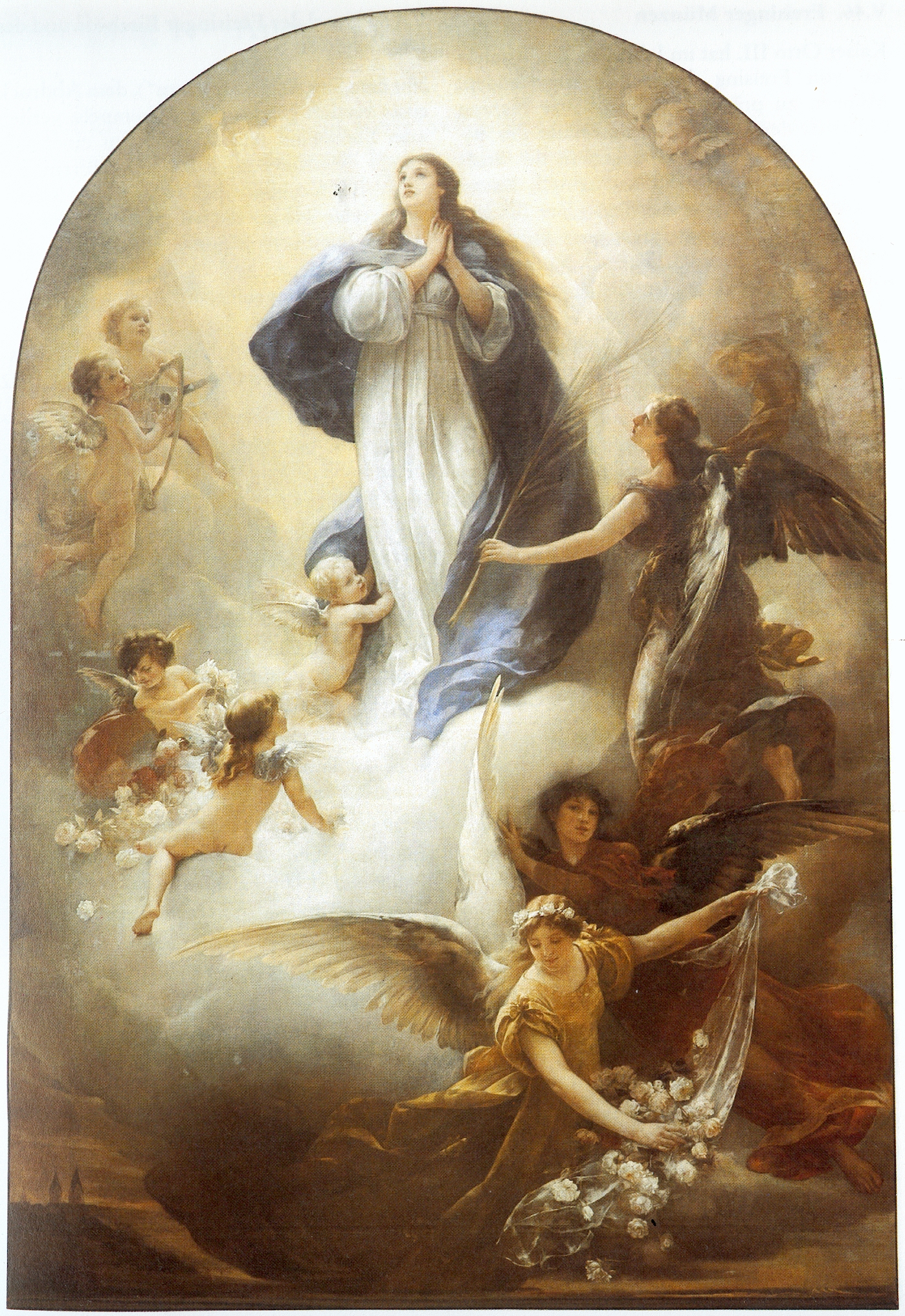
Szűz Mária ábrázolása

Magyarországon a hazai Mária-tisztelet bemutatására több kísérlet is történt, ennek egyik példája Kátay Géza római katolikus plébános által 1981-ben Petőfiszálláson létrehozott gyűjtemény, mely a hazai Mária-tisztelet tárgyi és néprajzi emlékeit mutatta be. A gyűjtemény ezután Gödöllőre került, mivel Kátai Gézát a váci megyés püspök 1992-ben Gödöllőre helyezte plébánosnak. Máriabesnyőn Nagy László Tamás (1955-2000) kapucinus atya, rendfőnök tovább gyarapította és gondozta. A Mária Múzeumot a máriabesnyői kolostor udvarának hátsó részében, a földbe süllyesztve alakították ki.
Tamás atya halála után a gyűjtemény visszakerült Petőfiszállásra. 2007-ben a Máriabesnyői Katolikus Plébánia felkérésére a Magyar Kapucinus Delegáció támogatásával a Gödöllői Városi Múzeum kezdte el az új kiállítás megtervezését és kialakítását. Végül 2008 augusztusában, Nagyboldogasszony napján, a lourdes-i jelenés (1858) százötvenedik évfordulóján megnyílt állandó kiállítás Máriabesnyőn.
A kiállítás nyolc nagyobb tematikai egységből áll, felépítése:
- Ordo Fratrum Minorum Capuccinorum
- Venerabilis familia Máriabesnyőensis
- Mária aranyház – Titkos értelmű Rózsa
- Magyarok Nagyhatalmú szószólója
- Búcsújáró magyarok
- Az Istenszülő tisztelete a keleti kereszténységben
- Búcsúfia – vásárfia
- Devóció és dekoráció

## Mater Salvatoris Lelkigyakorlatosház
A máriabesnyői kegytemplom mellett 1933-ban épült fel a salvator nővérek zárdája. Az Isteni Üdvözítő (salvator) nővérek (Sorores Divini Salvatoris, SDS) egy női szerzetesrend, melynek hivatása a tanító-nevelő, szociális munka. Ma a házban a Mater Salvatoris Lelkigyakorlatos Ház és Konferencia Központ működik. 2007. január 1-jén megalakult a Máriabesnyői Lelkigyakorlatos Házért Közhasznú Alapítvány, melyet közhasznúnak minősítette a Pest Megyei Bíróság. A máriabesnyői Lelkigyakorlatos Ház legfőbb szociális tevékenységei: családsegítés, nevelés és oktatás, képességfejlesztés, ismeretterjesztés, fiatalok és gyerekek egészséges életmódra nevelése, lelki segítségnyújtás minden korosztály számára.
Munkájuk keretében 2009-ben 30 lelkigyakorlatot szerveztek, illetve a kereszténység nagy ünnepein (húsvét, karácsony, pünkösd) és a Máriabesnyői Bazilika főbb búcsúin (Nagyboldogasszony, Kisboldogasszony ünnepe) a Házban lelkigyakorlaton részt vevők is bekapcsolódhattak a besnyőiek ünneplésébe. A házban fogadtak már lengyel, felvidéki, cseh, osztrák zarándokcsoportokat. 2009-ben pedig átadták az épület legújabb Salvator szárnyát, ahol egy kisebb kápolnát, illetve 1 apartmant alakítottak ki.
Az Egyházmegye képzései:
- Mécs jegyesoktatók képzése
- Börtönlelkészek találkozói
- neokatekumeneknek szervezett lelkigyakorlatok
- csendes Szent Ignáci lelkigyakorlat
- Szent Ferenc Kis Nővéreinek gyógyító lelkigyakorlata
- az akolitusképzés
- papi rekollekciók
- Családkonferencia
- Lelkipásztori Napok
- Karitász lelkigyakorlat
- Katekéták összevont szakmai napja
- Nemzetközi Karizmatikus Megújulás vezetőképzése
- Nemzetközi Testvéri Börtöntársaság képzései
- Ferences Rend Családtalálkozója

## Temető
A máriabesnyői temetőben nyugszik:
- Hegedűs Gyula (1870–1931) színművész, kormányfőtanácsos, a Budapesti Színészek Szövetsége örökös tiszteletbeli elnöke, a naturalista színjátszó stílus legnagyobb magyar képviselője.
- Teleki Pál (1879–1941) miniszterelnök. A sírjára liliom van vésve a cserkészetre utalva, és a következő felirat olvasható rajta: „DOLGOZOTT A CSERKÉSZETÉRT ÉS ÉLETÉT ADTA A MAGYAR NÉP BECSÜLETÉÉRT“.
- Szűcs Lajos (1943–2020) olimpiai bajnok magyar labdarúgó, balfedezet, beállós, középpályás. Az év labdarúgója (1968, 1971), Egyszeres világválogatott (1968).
- Pécsi Ildikó (1940–2020) Kossuth- és Jászai Mari-díjas magyar színművésznő, rendező, érdemes és kiváló művész, a Halhatatlanok Társulatának örökös tagja, országgyűlési képviselő.

## A település az irodalomban
- Máriabesnyő az egyik helyszíne Tolnai Kálmán A Mohikán-galeri (második kiadásában: Találkozás a galerivel) című bűnügyi riportregényének.